# Wybory parlamentarne w Austrii w 2017 roku
Wybory parlamentarne w Austrii w 2017 roku odbyły się 15 października. W ich wyniku wyłoniony został skład XXV kadencji Rady Narodowej, niższej izby austriackiego parlamentu.

## Podłoże
10 maja 2017 wicekanclerz i przewodniczący współrządzącej krajem Austriackiej Partii Ludowej (ÖVP), Reinhold Mitterlehner zrezygnował ze wszystkich pełnionych przez siebie funkcji. Cztery dni później minister spraw zagranicznych i integracji Sebastian Kurz jednomyślnie został wybrany nowym liderem ÖVP przez władze partii po czym wezwał do przeprowadzenia przedterminowych wyborów przychylnych. 18 maja przewodnicząca Zielonych Eva Glawischnig złożyła rezygnację ze wszystkich urzędów, powołując się na sprawy rodzinne i zły stan zdrowia. Pozycja Evy w partii słabła od kilku miesięcy w związku z wewnętrznym kryzysem związanym z usunięciem młodzieżówki „Młodzi Zieloni”.

## Zarejestrowane komitety wyborcze
16 sierpnia 2017 Federalna Komisja Wyborcza zarejestrowała łącznie 16 komitetów wyborczych, z czego 10 otrzymało prawo startu w całej Austrii.

### W skali całego kraju
- Socjaldemokratyczna Partia Austrii (SPÖ)
- Austriacka Partia Ludowa (ÖVP)
- Wolnościowa Partia Austrii (FPÖ)
- Austriaccy Zieloni (Die Grünen – Die Grüne Alternative)
- Neos – Nowa Austria i Forum Liberalne (NEOS – Das Neue Österreich und Liberales Forum)
- Lista Petera Pilza (PILZ)
- Wolna Partia Salzburga (FLÖ)
- Biali (WEIßE)
- Mój głos się liczy!
- KPÖ Plus: Komunistyczna Partia Austrii i Młodzi Zieloni

### W poszczególnych krajach związkowych
- Socjalistyczna Partia Lewicy (Sozialistische LinksPartei) – w Wiedniu i Górnej Austrii
- Bezdomni w polityce (ODP) – w Wiedniu
- Die EU-Austrittspartei für Österreich (EUAUS) – w Wiedniu
- Neue Bewegung für die Zukunft (NBZ) – w Vorarlbergu
- Partia Mężczyzn (M) – w Vorarlbergu
- Chrześcijańska Partia Austrii (CPÖ) – w Vorarlbergu

## Wyniki wyborów
Wybory parlamentarne po przeliczeniu wszystkich głosów wygrała Austriacka Partia Ludowa z 31,5% poparciem. Przełożyło się to na 62 mandaty deputowanych. Drugie miejsce zajęła Socjaldemokratyczna Partia Austrii z wynikiem 26,9% i 52 mandatami. Miejsce na podium zamknęła Wolnościowa Partia Austrii z 26% i 51 mandatami. Frekwencja wyborcza wyniosła 80,0%.
| Partia                                          | Głosy     | %      | Zmiana | Mandaty | Zmiana |
| ----------------------------------------------- | --------- | ------ | ------ | ------- | ------ |
| Austriacka Partia Ludowa (ÖVP)                  | 1 595 526 | 31,5   | 7,5    | 62      | 15     |
| Socjaldemokratyczna Partia Austrii (SPÖ)        | 1 361 746 | 26,9   | 0,1    | 52      | 0      |
| Wolnościowa Partia Austrii (FPÖ)                | 1 316 442 | 26,0   | 5,5    | 51      | 11     |
| Neos – Nowa Austria i Forum Liberalne (NEOS)    | 268 518   | 5,3    | 0,3    | 10      | 1      |
| Lista Petera Pilza (PILZ)                       | 223 544   | 4,4    | –      | 8       | –      |
|                                                 |           |        |        |         |        |
| Zieloni – Zielona Alternatywa                   | 192 638   | 3,8    | 8,7    | 0       | 24     |
| Mój głos się liczy! (G!LT)                      | 48 233    | 1,0    | –      | 0       | –      |
| Komunistyczna Partia Austrii (KPÖ)              | 39 689    | 0,8    | 0,3    | 0       | 0      |
| Wolna Partia Salzburga (FLÖ)                    | 8889      | 0,2    | –      | 0       | –      |
| Biali (WEIßE)                                   | 9167      | 0,2    | –      | 0       | –      |
| Nowy Ruch dla Przyszłości (NBZ)                 | 2724      | 0,1    | –      | 0       | –      |
| Bezdomni w polityce (ODP)                       | 761       | 0,0    | –      | 0       | –      |
| Socjalistyczna Partia Lewicy (SLP)              | 713       | 0,0    | –      | 0       | 0      |
| Austria Wychodzi z Unii Europejskiej (EUAUS)    | 693       | 0,0    | –      | 0       | 0      |
| Chrześcijańska Partia Austrii (CPÖ)             | 425       | 0,0    | 0,1    | 0       | 0      |
| Partia Mężczyzn (M)                             | 221       | 0,0    | –      | 0       | 0      |
| Głosy nieważne i puste                          | 50 950    | –      | –      | –       | –      |
| Razem                                           | 5 120 879 | 100,00 |        | 183     | –      |
| Wyborcy/frekwencja                              | 6 400 998 | –      | –      | 80,0    | –      |
| Źródło: Ministerstwo Spraw Wewnętrznych Austrii |           |        |        |         |        |

### Wyniki wyborów w Krajach związkowych
| Kraje związkowe wyniki w % | ÖVP  | SPÖ  | FPÖ  | NEOS | Lista Petera Pilza | Die Grünen | G!LT | KPÖ | Inni | Frekwencja |
| -------------------------- | ---- | ---- | ---- | ---- | ------------------ | ---------- | ---- | --- | ---- | ---------- |
| Burgenland                 | 32,8 | 32,9 | 25,2 | 2,9  | 2,8                | 2,0        | 0,7  | 0,4 | 0,2  | 84,5       |
| Karyntia                   | 26,8 | 29,3 | 31,8 | 4,3  | 3,6                | 2,4        | 0,9  | 0,5 | 0,3  | 78,5       |
| Dolna Austria              | 35,6 | 24,8 | 25,9 | 4,8  | 4,1                | 2,7        | 1,1  | 0,5 | 0,3  | 84,8       |
| Górna Austria              | 31,5 | 27,6 | 26,8 | 4,8  | 3,7                | 3,7        | 1,0  | 0,6 | 0,3  | 81,8       |
| Salzburg                   | 37,7 | 22,2 | 24,4 | 5,7  | 3,5                | 4,0        | 0,9  | 0,6 | 0,9  | 80,7       |
| Styria                     | 31,5 | 25,1 | 29,4 | 5,0  | 3,9                | 2,8        | 0,8  | 1,1 | 0,3  | 79,8       |
| Tyrol                      | 38,4 | 20,8 | 24,9 | 5,7  | 3,8                | 4,5        | 0,8  | 0,6 | 0,4  | 76,4       |
| Vorarlberg                 | 34,7 | 17,8 | 24,4 | 9,0  | 3,0                | 7,2        | 1,0  | 0,7 | 2,1  | 72,2       |
| Wiedeń                     | 21,6 | 34,5 | 21,3 | 6,5  | 7,5                | 5,9        | 0,9  | 1,4 | 0,5  | 76,1       |

## Formowanie rządu
- 20 października 2017 – Sebastian Kurz ÖVP otrzymał z rąk prezydenta Alexandra Van der Bellena misję sformowania nowego rządu[7].

- 22 października 2017 – Kanclerz Christian Kern po rozmowie z Sebastianem Kurzem ogłosił, że Socjaldemokratyczna Partia Austrii z dniem 23 października przejdzie do opozycji[8].

- 24 października 2017 – Sebastian Kurz oficjalnie zaprosił Wolnościową Partię Austrii (FPÖ) do rozmów o koalicji. FPÖ przyjęła ofertę, pierwsze rozmowy rozpoczęły się w środę, 25 października[9].
- 16 grudnia 2017 – Pierwszy rząd Sebastiana Kurza został oficjalnie ogłoszony, a 18 grudnia Alexander Van der Bellen prezydent Austrii, zaakceptował utworzenie rządu[10].